# Rčení
Rčení je lexikalizované obrazné (metaforické) spojení slov. Jinými slovy je to metafora, ze které se častým užíváním stala metafora otřelá. Rčení mohou být lidová (např. hrát všemi barvami) nebo umělá (např. Augiášův chlév).

## Související pojmy
Rčení úzce souvisí s úslovím a pořekadlem. Rčení se liší od pořekadla především tím, že rčení lze volně časovat (házet perly sviním), zatímco pořekadlo jen v omezené míře nebo vůbec ne (chyba lávky; já nic, já muzikant), úsloví pak tvoří přechodový typ mezi rčením a pořekadlem.
Specifickým typem rčení je přirovnání. Přirovnání charakterizuje vlastnost subjektu připodobněním k typické vlastnosti nějaké osoby, zvířete, předmětu apod. Nejčastěji bývá tvořeno pomocí částice „jako“, ale existuje i celá řada jiných forem přirovnání:
- „za“ – má sílu za koně;
- komparativ + než – má se hůře než pes (popř. bezpředložkově – má se hůře psa);
- „nad“, „přes“ – je chytrý nad lišku;
- přímá metaforická označení, např. baba, tele, křeček

Podobným útvarem je také přísloví, které se však od rčení liší se v několika ohledech:
- přísloví je vyjádřením nějaké životní moudrosti; rčení je produktem lidové fantazie
- smyslem přísloví je tedy morální ponaučení, výstraha či pokárání; smyslem rčení je pobavení, oživení jazykového projevu
- přísloví tvoří celé formalizované věty, které nelze rozdělit, přeformulovat, skloňovat či časovat; rčení a pořekadla se stávají částmi vět a lze je časovat

## Příklady českých rčení
Díra – nedíra, furt se natírá. Peníze dělají peníze. Chodit okolo jako kolem horké kaše. Nosit dříví do lesa. Udělat kozla zahradníkem. Mít máslo na hlavě.

## Sbírka českých rčení
Pravděpodobně nejobsáhlejší sbírkou českých lidových rčení je kniha Jaroslava Zaorálka Lidová rčení. Kniha, která poprvé vyšla v roce 1947 a neobsahuje tedy nově vzniklá rčení z moderní doby, je dostupná online.